# Sócrates Mariani Bittencourt Airport
Sócrates Mariani Bittencourt Airport är en flygplats i Brasilien.   Den ligger i kommunen Brumado och delstaten Bahia, i den östra delen av landet, 700 km öster om huvudstaden Brasília. Sócrates Mariani Bittencourt Airport ligger 507 meter över havet.
Terrängen runt Sócrates Mariani Bittencourt Airport är platt åt sydväst, men åt nordost är den kuperad. Närmaste större samhälle är Brumado, 17,4 km öster om Sócrates Mariani Bittencourt Airport.
Omgivningarna runt Sócrates Mariani Bittencourt Airport är huvudsakligen savann. Runt Sócrates Mariani Bittencourt Airport är det ganska glesbefolkat, med 40 invånare per kvadratkilometer.